# ジモン・マイール

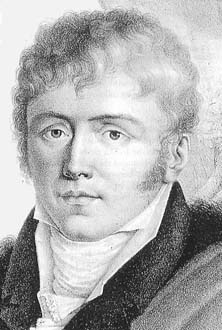
ジモン・マイール

ヨハン・ジモン・マイール（ジーモン・マイヤー、マイアー、Johann Simon Mayr [ˈziːmɔn ˈma͜iɐ], 1763年6月14日 - 1845年12月2日）は、イタリアで活躍したドイツ人作曲家。イタリア語ではジョヴァンニ・シモーネ・マイル（Giovanni Simone Mayr）と綴られる。ドイツ語の姓については、Majer, Mayer, Maierといった綴りも見られる。このため日本語では、マイール、マイル、マイヤーのいずれも併用されている。

## 生涯
バイエルン選帝侯領オーバーバイエルンのメンドルフに生まれ、はじめ教師で教会オルガニストだった父、祖父、叔父から音楽を学んだ。1772年にイエズス会の経営するコレジオ、1777年にインゴルシュタット大学に入り、論理学・弁論術・神学・教会法・医学・法学などを学んだ。当時の教師にはイルミナティの創設者として有名なアダム・ヴァイスハウプトがあり、マイールは彼の秘密結社に入会して、そこでバッスス男爵 (it:Tommaso de Bassus) の庇護を得た。音楽方面でもヴィオラを学び、オルガンを演奏した。
バッスス男爵はイタリアにイルミナティのロッジを設立し、マイールは1786年に（おそらくバッススとともに）イタリアを訪れた。マイールはヴェネツィアとベルガモで活動し、ベルガモではナポリ楽派でサンタ・マリア・マッジョーレ教会楽長のカルロ・レンツィに、ヴェネツィアではサン・マルコ寺院の楽長だったフェルディナンド・ベルトーニに学ぶことができた。1789-1790年ごろからのヴェネツィア時代にはオラトリオ、カンタータ、ミサ曲、受難曲などの宗教音楽を作曲し、またヴェネツィアの劇場のために喜劇を作曲して国際的な名声を博した。
1796年にヴェネツィア商人の娘であるアンジョーラ・ヴェントゥラーリと結婚したが、彼女は翌年死んでしまった。1804年にアンジョーラの妹であるルクレツィアと再婚した。
レンツィの没後、その後継者として1802年にベルガモに戻り、サンタ・マリア・マッジョーレ教会の楽長に就任し、生涯その地位にあった。当時のマイールは人気絶頂期にあり、その作品はイタリア内外でひっぱりだこだった。マイールにはさまざまな国から楽長の地位を斡旋されたが、すべて断ってベルガモから出ることはなかった。
マイールはベルガモの音楽界の中心人物となり、貧乏な子供に生計の手段を与えるための音楽院(Lezioni caritatevoli di musica)を設立した。ドニゼッティはこの学校の出身者である。音楽院においてマイールは新しい音楽であるハイドンの『十字架上のキリストの最後の7つの言葉』、モーツァルト、ベートーヴェンの作品を紹介した。
1826年から徐々に視力に問題を生じ、失明にいたった。1845年にベルガモで没した。

## 作品
ヴェネツィア時代にマイールはまずオラトリオで有名になった。最初のオペラは1794年の『サッフォー』で、ヴェネツィアのフェニーチェ劇場で上演され、それから1815年まで1年に約2本の速度で新しいオペラを書いた。最後のオペラは1823年にトリノで上演された『デメトリオ』であり、その後はオペラから離れて主に教会音楽を書いた。
マイールの没後、その作品は忘れられてしまったが、喜劇『ケ・オリジナーリ!』（1798年）や、1816年に再建されたサン・カルロ劇場のこけら落としに上演された『パルテノペの夢』などいくつかの作品は音源が存在する。

### オペラ
- Saffo (1794)
- La Lodoiska (1796)
- Un pazzo ne fa cento (1796)
- Telemaco nell'isola di Calipso (1797)
- L'intrigo della lettera (1797)
- Il segreto (1797)
- Avviso ai maritati (1798)
- Lauso e Lidia (1798)
- Adriano in Siria (1798)
- Che originali (1798)
- Amor ingegnoso (1798)
- L'ubbidienza per astuzia (1798)
- Adelaide di Guesclino (1799)
- L'accademia di musica (1799)
- Labino e Carlotta (1799)
- L'avaro (1799)
- La locandiera (1800)
- Il caretto del venditore d'aceto (1800)
- L'inconvenienze teatrali (1800)
- L'equivoco, ovvero Le bizzarie dell'amore (1800)
- Gli sciti (1800)
- Ginevra di Scozia (1801)
- Le due giornate (1801)
- I virtuosi (1801)
- Argene (1801)
- I misteri eleusini (1802)
- Ercole in Lidia (1803)
- Le finte rivali (1803)
- Alonso e Cora (1803)
- Amor non ha ritegno (1804)
- Elisa (ossia Il monte San Bernardo (1804)
- Zamori, ossia L'eroe dell'Indie (1804)
- Eraldo ed Emma (1805)
- Di locanda in locanda e sempre in sala (1805)
- L'amor coniugale (1805)
- La roccia di Frauenstein (1805)
- Gli americani (1805)
- Palmira, ossia Il trionfo della virtu e dell'amore (1806)
- Il piccolo compositore di musica (1806)
- Adelasia e Aleramo (1806)
- Ne l'un, ne l'altro (1807)
- Belle ciarle e tristi fatti (1807)
- I cherusci (1808)
- Il vero originale (1808)
- Il matrimonio per concorso (1809)
- Il ritorno di Ulisse (1809)
- Amore non soffre opposizione (1810)
- Raul di Crequi (1810)
- Il sacrifizio d'Ifigenia (1811)
- L'amor filiale (1811)
- Tamerlano (1812)
- Medea in Corinto (1813)
- La rosa bianca e la rosa rossa (1813)
- Elena (1814)
- Atar, ossia Il serraglio d'Ormus (1814)
- Le due duchesse (o sia La caccia dei lupi (1814)
- Cora (1815)
- Mennone e Zemira (1817)
- Amor avvocato (1817)
- Alfredo il grande, re degli Anglo Sassoni (1819)
- Le danaide (1819)
- Fedra (1820)
- Demetrio (1824)